# Prairie Rose n.º 309
Prairie Rose n.º 309 es un municipio rural canadiense situado en la provincia de Saskatchewan.

## Superficie
Prairie Rose n.º 309 tiene una superficie de 837,66 km².

## Demografía
En 2021, tenía 195 habitantes, una densidad poblacional de 0,2 hab./km², y 96 viviendas.